# Corylus fargesii
Corylus fargesii là một loài thực vật có hoa trong họ Betulaceae. Loài này được (Franch.) C.K.Schneid. mô tả khoa học đầu tiên năm 1912.

## Hình ảnh

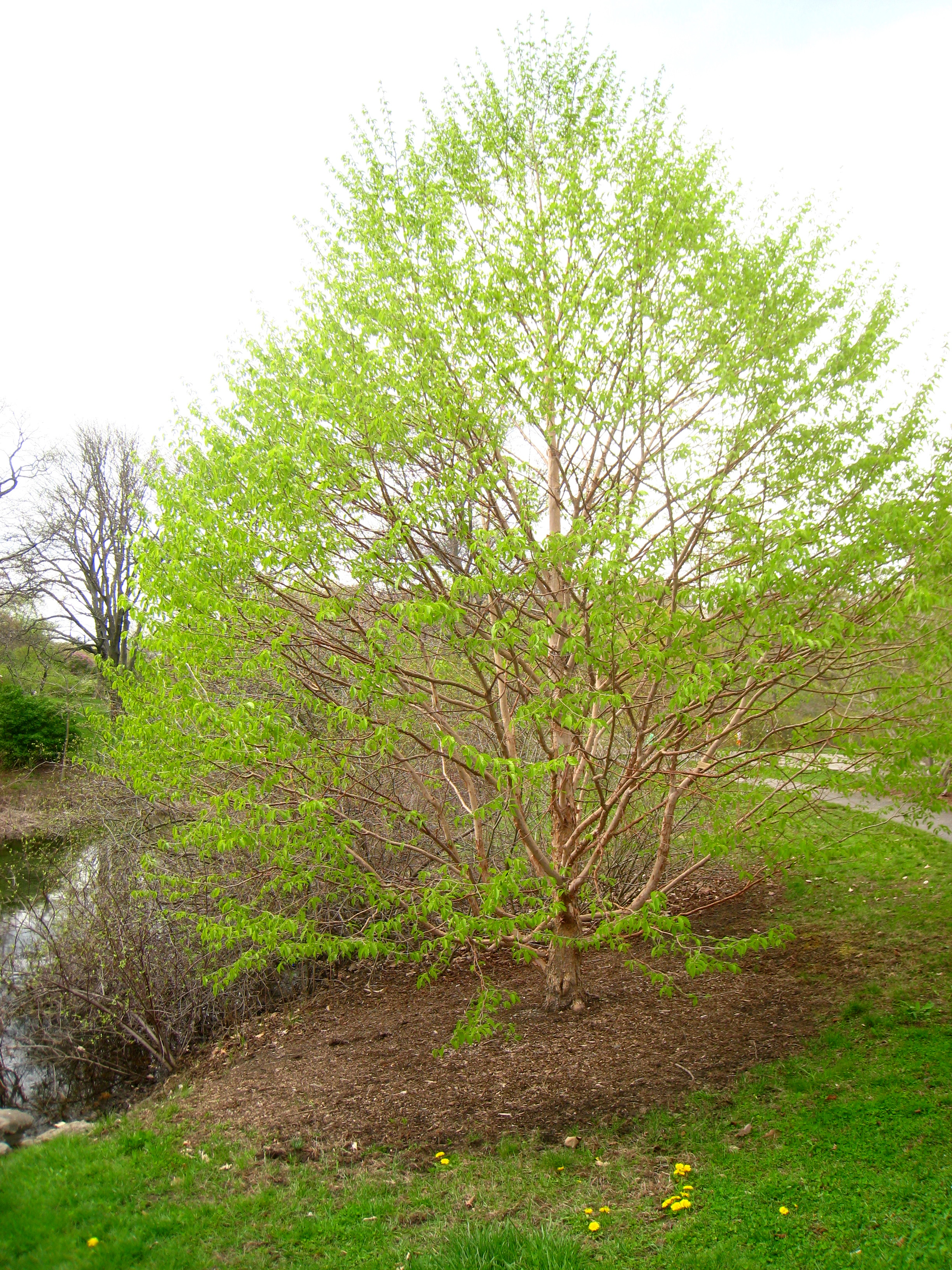
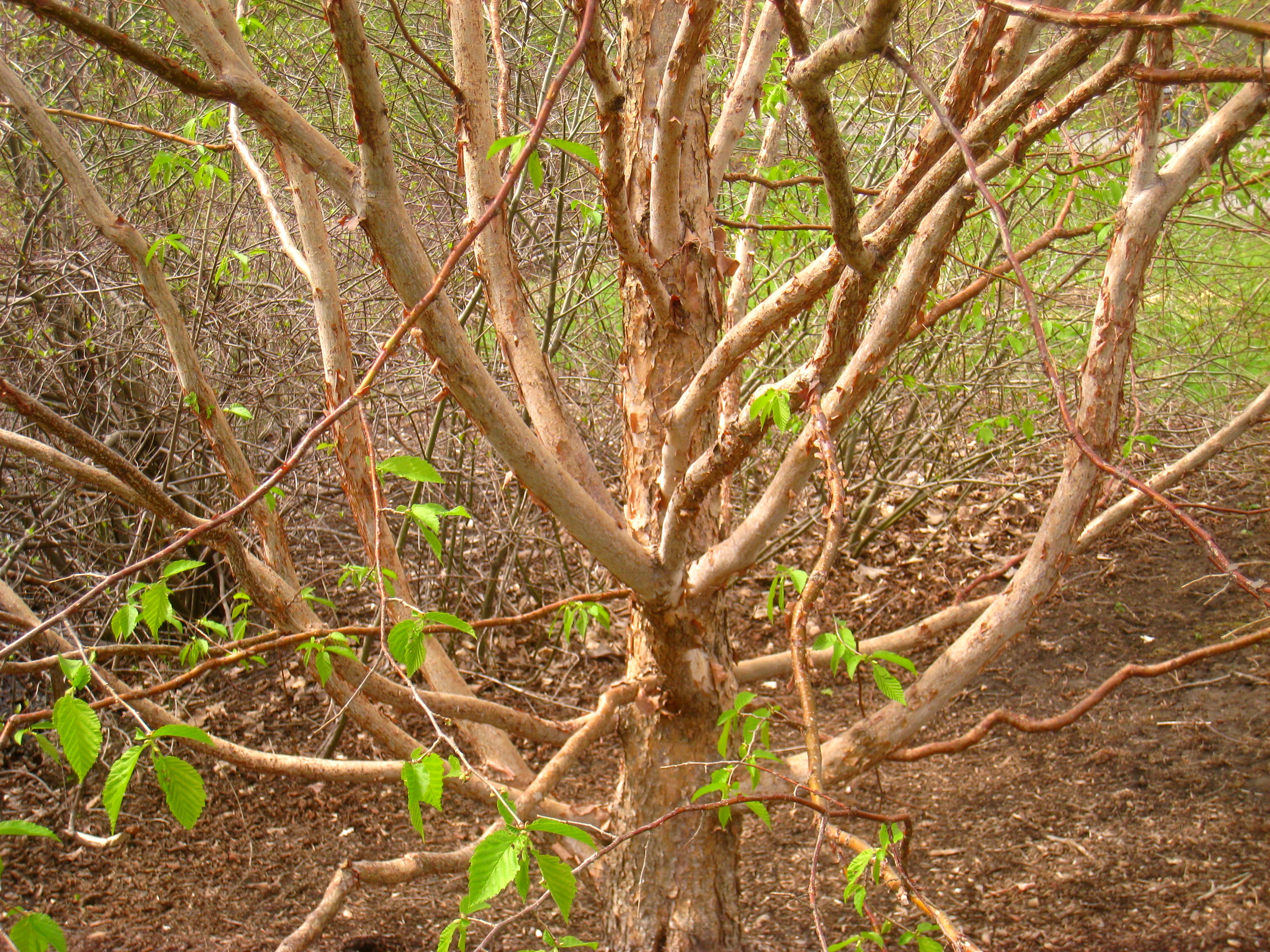
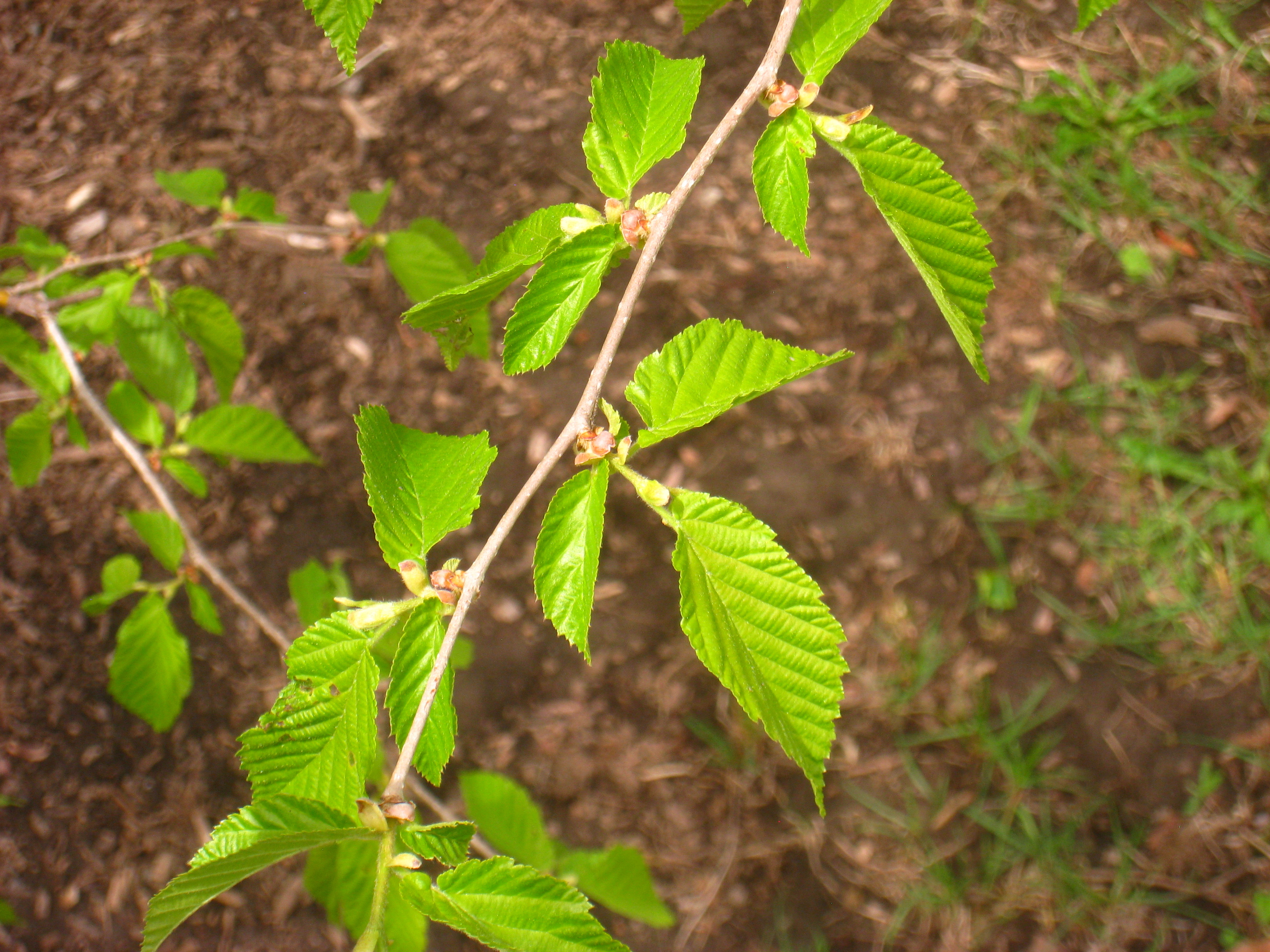
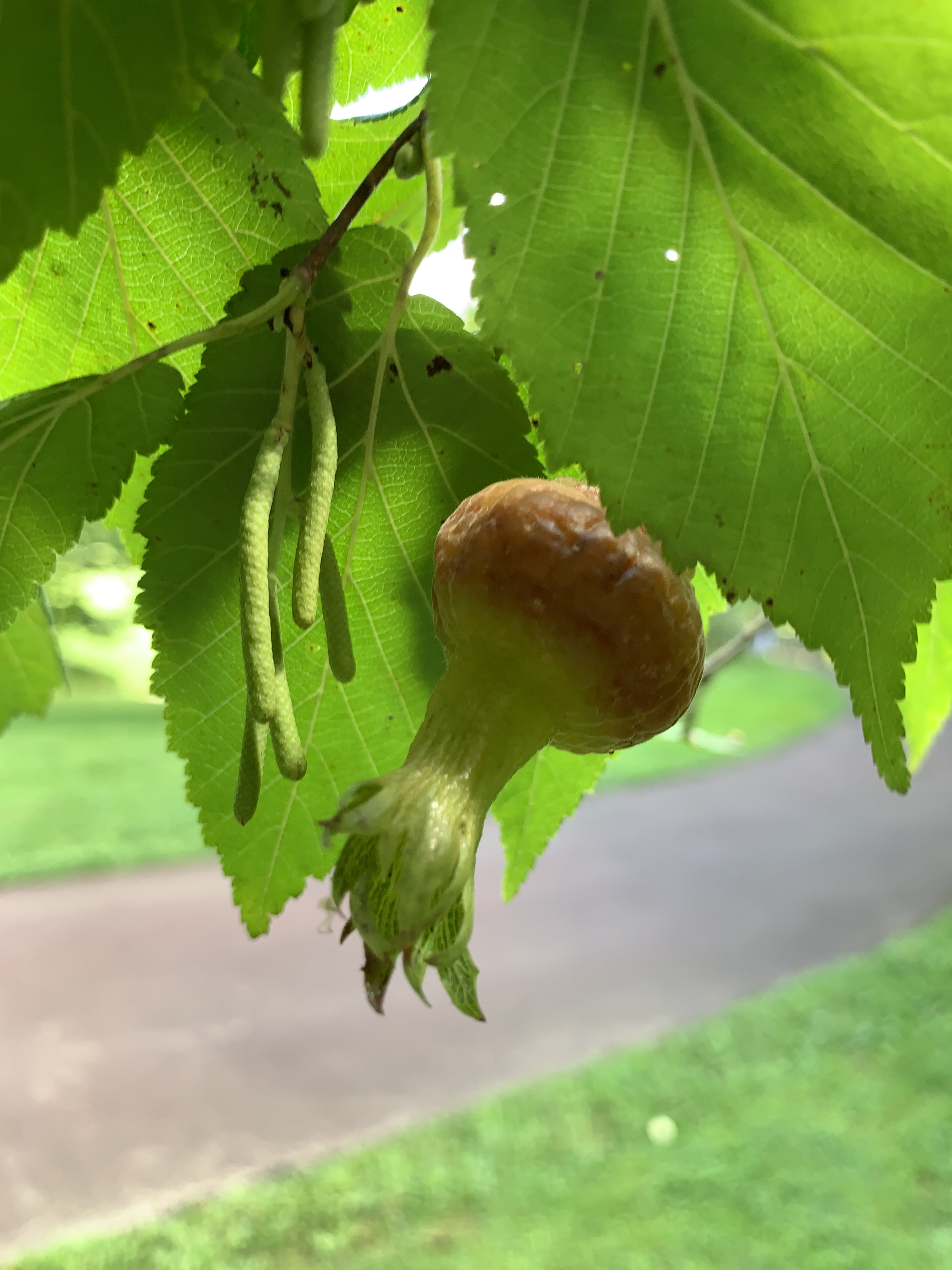